# Mycarinus subrubrinervis
Mycarinus subrubrinervis är en insektsart som beskrevs av Alexander Fyodorovich Emeljanov 1991. Mycarinus subrubrinervis ingår i släktet Mycarinus och familjen vedstritar. Inga underarter finns listade i Catalogue of Life.